# روث ألين
روث ألين (بالإنجليزية: Ruth Alice Allen)‏ هي اقتصادية أمريكية، ولدت في 28 يوليو 1889 في كاميرون في الولايات المتحدة، وتوفيت في 7 أكتوبر 1979.

## وصلات خارجية
- الموقع الرسمي